# COVID-19 на окупованій території Донецької області
COVID-19 на тимчасо́во окупо́ваній терито́рії Доне́цької обла́сті — розповсюдження пандемії коронавірусу частиною території Донецької області, що була тимчасово окупована внаслідок російського вторгнення в Україну.
Станом на 17 квітня 2020 року на тимчасово окупованій території Донецької області підтверджено 36 випадків захворювання на COVID-19

## Хронологія
13 березня міністр внутрішніх справ України Арсен Аваков заявив, що в окупованій Горлівці є 12 хворих на COVID-19. Підтвердження цих даних немає.
31 березня в окупованому Донецьку повідомили про перший випадок зараження. Інфікована — жінка, яка 19 березня приїхала з Москви разом з чоловіком та маленьким сином.
1 квітня повідомили про другий випадок захворювання на COVID-19, який виявили у малолітнього сина першої пацієнтки.
Станом на 7 квітня російська окупаційна адміністрація в Донецьку визнала наявність 6 випадків зараження.
8 квітня підтвердили ще один випадок захворювання — у 35-річного чоловіка, який повернувся із Росії.
10 квітня підтвердили 5 випадків зараження. Всього на той момент на окупованій території Донеччини під спостереженням перебувають 13792 людини.
17 квітня в ОРДО визнали загалом 32 випадки захворювання на COVID-19.
На 22 квітня на окупованих територіях Донецької області підтверджено 36 випадків зараження.

## Запобіжні заходи
Через коронавірус російська окупаційна адміністрація в Донецьку заборонила в'їзд на територію з Росії і окупованих територій Луганської області людям, які не мають реєстрації на їхній території, окрім громадян Росії й співробітників міжнародних місій. Крім того на окупованій території Донецької області обмежено роботу закладів громадського харчування, торговельно-розважальних центрів, спортклубів.
1 квітня окупаційна адміністрація у Донецьку закрила «митні пости» із окупованою територією Луганської області, а 2 квітня — припинила роботу бібліотек та музеїв.
Станом на вересень 2021 року в Донецьку справжня катастрофа із захворюваністю на коронавірус. 23 жовтня 2021 року було зафіксовано 1018 випадків зараження, загальна кількість хворих перевищила 80 тисяч людей. На тлі сплеску інфекції, влада посилила коронавірусні обмеження, була встановлена заборона на проведення дозвільних, розважальних та інших масових заходів, відвідування кінотеатрів, театрів музеїв за умови заповнення 50 % помсти та за наявності довідки про вакцинацію від COVID-19 або негативний ПЛР-, заборона проведення спортивних заходів, заборона працювати танцювальних залів, зокрема й у місцях громадського питания.

## Реакція української влади
Міністерство з питань реінтеграції тимчасово окупованих територій України стверджує, що на тимчасово окупованій території Луганської та Донецької областей від населення приховують реальну ситуацію щодо захворювання на Covid-19. За інформацією міністерства, на окупованих територіях особам, що мають симптоми, подібні на симптоми Covid-19, ставлять діагноз ГРВІ, і таких осіб там загалом близько 10 тисяч.
За інформацією міністерства, 4 квітня в Амвросіївці сталася перша смерть від Covid-19 на території ОРДО.